# 2000 AO5
2000 AO5 är en asteroid i huvudbältet som upptäcktes den 5 januari 2000 av den kroatiska astronomen Korado Korlević vid Višnjan-observatoriet.
Asteroiden har en diameter på ungefär 15 kilometer.